# Japonská kniha mrtvých
Japonská kniha mrtvých je moderní konvenční označení knihy japonského mnicha školy tendai Genšina (Ešin Sózu; 942–1017) Zásady pro zrození v Amidově ráji (japonsky: 往生要集, Ódžójóšú), lidově označované jako Zásady spásy. Je to jediný spis, který lze označit jako knihu mrtvých, u něhož známe autora.

## Obsah
Kniha je členěna do deseti částí. Nejzajímavější jsou první dvě. První popisuje šest bludných stezek, na nichž očekává duši utrpení. To do nějaké míry odpovídá šesti světům uváděným Tibetskou knihou mrtvých a snad i šesti oblastem, do nichž jsou členěné některé egyptské duchovní spisy této kategorie. Jejím cílem je zošklivit tento svět, aby se duše již nevracela. V tom se shoduje s Egyptskou knihou mrtvých. Tvrzení, že na počátku pouti záhrobím jsou viděna či zakoušena pekelná muka se shoduje se starými zprávami o případech klinické smrti. Zobrazování těchto pekelných výjevů (džigoku hensó) bylo velmi populární u středověkých Japonců.
Druhý oddíl se jmenuje Touha po čisté zemi. Zde je popisována říše buddhy Amitábhy – Nekonečného jasu – což je analogie egyptské Bezbřehé záře. Všechny knihy mrtvých hovoří o konečném cíli vstoupit do této nekonečné záře a tím se vymanit z nutnosti opětovného vtělování. Podle tohoto spisu toho lze dosáhnout meditací o buddhovi Amitábhovi, což je vlastně shodné s požadavkem přenesení mysli v Tibetské knize mrtvých. V ní tento buddha rovněž vystupuje. Ostatní části jsou v zásadě jen kompilacemi a vycházejí ze starších spisů.